# N212 (België)
De N212 is een lokale weg in de Belgische provincies Antwerpen en Vlaams-Brabant en verbindt de N10 in Scherpenheuvel-Zichem met de N19 in Herselt. De totale lengte van de weg bedraagt ongeveer 14 kilometer. De weg heeft een lokale functie maar wordt beheerd door het Agentschap Wegen en Verkeer van het Vlaams gewest.
Langs deze weg, tussen Zichem en Averbode, staat het geboortehuis van de schrijver Ernest Claes, dat thans is ingericht als museum. 

## Plaatsen langs de N212
- Scherpenheuvel
- Zichem
- Averbode
- Blauberg
- Herselt